# Belgiska köket
Det belgiska köket liknar ofta det franska köket i sina nordliga varianter och anses vara en blandning av det franska och det nederländska köket. Smakerna är ofta mjuka, kryddrika och milda även om maten är ganska fet. Vanliga kryddor är muskotnöt, körvel, persilja, dragon, gräslök och lagerblad. Smör och grädde är mycket vanliga ingredienser och kött, i huvudsak fläskkött, och fisk är de mest använda varorna i basmaten. Typiska belgiska rätter är waterzooi (kyckling eller fisk med strimlade grönsaker i en buljongbaserad sås) och carbonade flamande/stoofvlees (en köttgryta på nötkött marinerat i mörkt öl) som även anses vara landets nationalrätter.
Det finns många olika ölsorter i Belgien, runt 400 olika sorter belgiskt öl. Några av de mer uppmärksammande öltyperna är trappistöl och olika typer av fruktöl, där körsbärsöl (kriek) är vanligast. I Belgien dricks också mycket inhemskt producerad ljus lageröl, som dock sällan ses på export. Det är även vanligt att man kokar maten i öl. Belgisk choklad är känt över hela världen och många konditorier har specialiserat sig på choklad. Konditorierna har även öppet på söndagar eftersom befolkningen då går ut på morgonen och köper bröd, kakor och choklad. Belgiska våfflor är vanliga i landet.

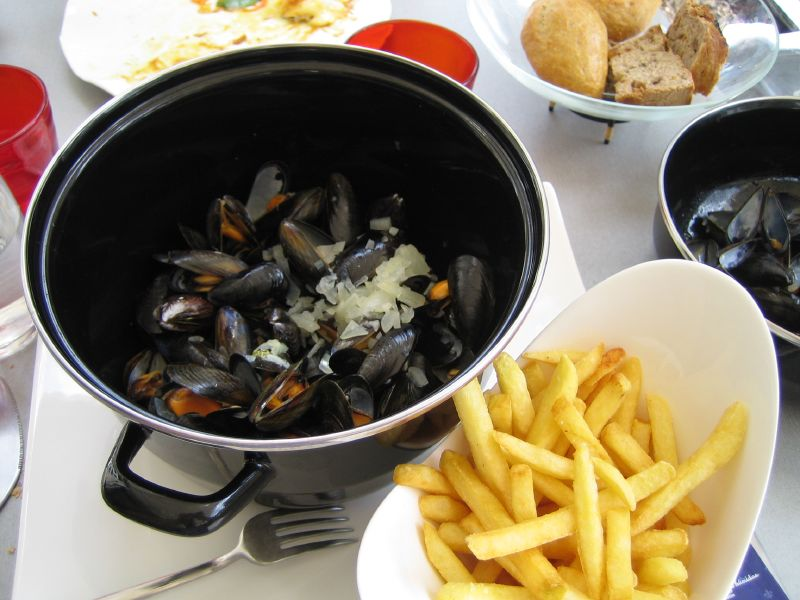
Moules frites, kokta musslor med pommes frites, en mycket typisk belgisk kombination.

Pommes frites, som belgarna anser är en belgisk rätt, är väldigt vanliga i hela landet. De första pommes fritesen skall ha gjorts i Vallonien 1680 när folk inte kunde fritera fisk som var en bristvara på grund av att vattnen fryst till is. Man testade då att istället fritera potatis, skuren i bitar av en plattfisks tjocklek. Pommes frites är ett fullt accepterat tillbehör i den högre gastronomin men äts för det mesta som snabbmat, oftast serverat i en pappstrut tillsammans med majonnäs, och säljs i denna form från friterier som går under namnet frietkot eller friterie och som kan vara både fasta och mobila.
Man har ända sedan medeltiden gjort inläggningar, senap, vinäger, örter och torkat frukt medan choklad, tomat, potatis och exotiska kryddor tillkom köket på 1500- och 1600-talet.

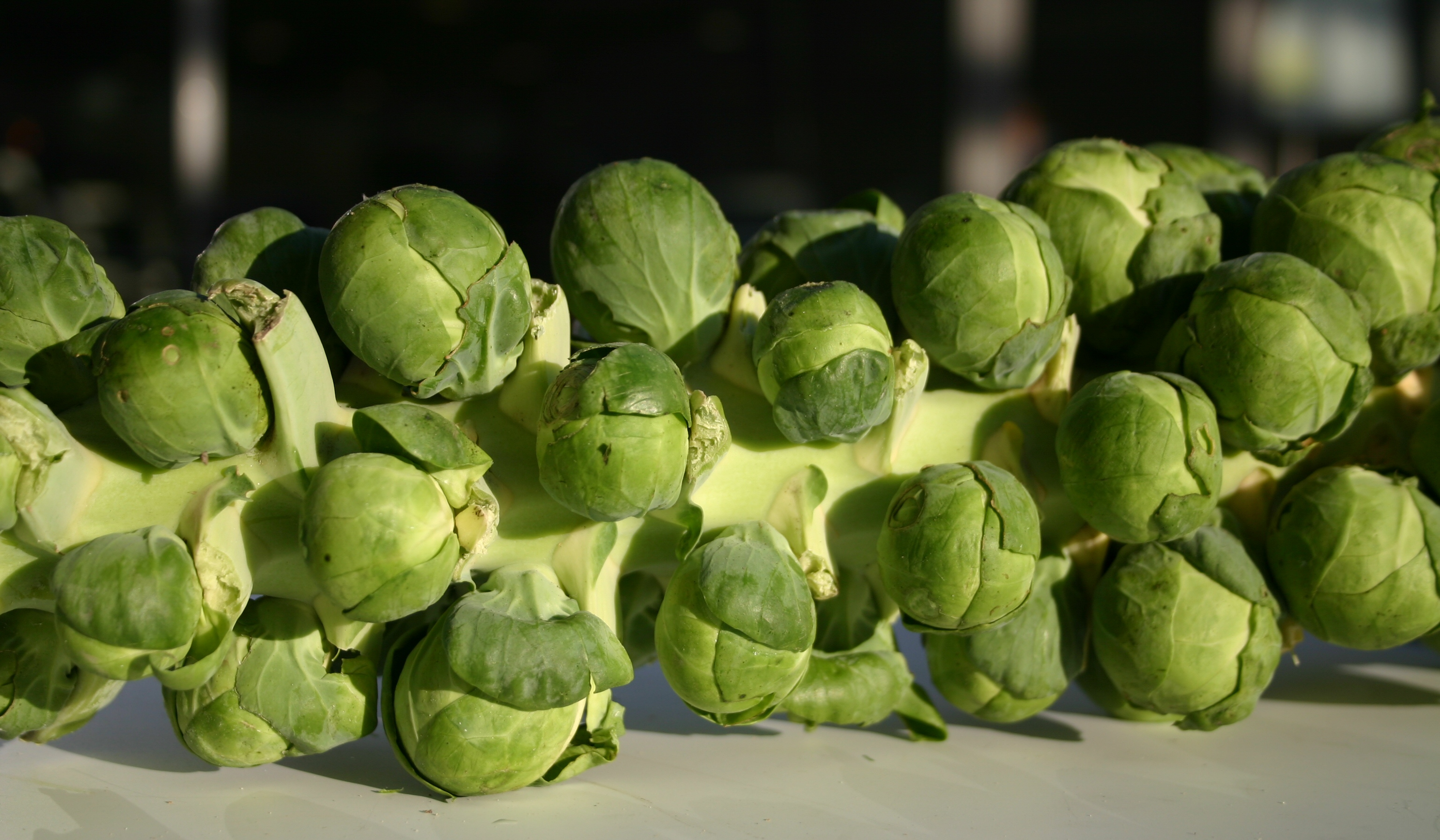
Brysselkål

Till lunch äter man i Belgien ofta en stor smörgås. Kokta musslor serveras ofta med pommes frites i form av rätten moules frites. En mycket flitigt använd grönsak är endiver som används till det mesta. Det finns starka åltraditioner i landet.
I Bryssel finns det väldigt många restauranger som fått stjärnor i Den röda Michelinguiden.
Brysselkålen anses ha förädlats fram i Belgien under 1500-talet även om den inte blev speciellt populär internationellt förrän under 1800-talet.